# Кокопа (индейская резервация)
Кокопа (англ. Cocopah Indian Reservation) — индейская резервация, расположенная на Юго-Западе США в юго-западной части штата Аризона.

## История
Индейская резервация Кокопа была создана в 1917 году исполнительным указом президента США Вудро Уилсона.  В 1964 году племя основало свою первую конституцию и учредило племенной совет. В 1985 году племя получило дополнительные 4 200 акров, включая северную часть резервации, благодаря законопроекту о приобретении земли кокопа, подписанному президентом Рональдом Рейганом.
В 2022 году в ответ на пограничный кризис между Мексикой и США правительство Аризоны установило контейнеры вдоль границы с Мексикой. Племя протестовало против присутствия контейнеров на их земле. Споры по поводу строительства стены на границе Мексики и США на землях племён продолжаются с 2020 года.

## Правительство
Совет племени состоит из пяти человек. В настоящее время председатель (Шерри Кордова) возглавляет совет племени, в который также входят заместитель председателя (Роза Дж. Лонг) и три члена совета (Кермит Палмер, Ирвин Твист, Нил Уайт).

## География
Резервация расположена на юго-западе Аризоны в юго-западной части округа Юма, примерно в 21 км к югу от города Юма и в 24 км к северу от Сан-Луис-Рио-Колорадо. Она состоит из трёх несмежных участков земли, известных как Северная, Западная и Восточная резервации. Северная резервация граничит с другой индейской резервацией — Форт-Юма. Западная расположена вдоль реки Колорадо, к западу от города Сомертон и является самой большой по площади. Восточная резервация находится к востоку от Сомертона.
Общая площадь резервации составляет 25,914 км², из них 25,836 км² приходится на сушу и 0,078 км² — на воду. Административным центром резервации является город Сомертон.

## Демография
По данным федеральной переписи населения 2000 года в резервации проживало 1 025 человек, из которых 519 были исключительно коренными американцами.
Согласно федеральной переписи населения 2020 года в резервации проживало 14 053 человека, насчитывалось 506 домашних хозяйств и 685 жилых домов. Средний доход на одно домашнее хозяйство в индейской резервации составлял 35 735 долларов США. Около 36,5 % всего населения находились за чертой бедности, в том числе 61,9 % тех, кому ещё не исполнилось 18 лет, и 6,4 % старше 65 лет.
Расовый состав распределился следующим образом: белые — 303 чел., афроамериканцы — 8 чел., коренные американцы (индейцы США) — 469 чел., азиаты — 0 чел., океанийцы — 0 чел., представители других рас — 26 чел., представители двух или более рас — 51 человек; испаноязычные или латиноамериканцы любой расы составили 104 человека. Плотность населения составляла 33,08 чел./км².

## Комментарии
1. ↑  В состав резервации входит часть населённого пункта.